# Грипенберг, Казимир Казимирович
Казимир Казимирович Грипенберг (швед. Carl Gustaf Casimir Gripenberg; 1836—1908) — контр-адмирал Российского императорского флота. Происходил из дворянского рода Грипенбергов шведского происхождения, брат О-Ф. К. Грипенберга. Участник войны 1853—1856 годов, исследователь Тихого океана на шхуне «Восток», командир сводного отряда моряков во время «Третьей Американской экспедиции» в 1878 году.
Родился 6 ноября 1836 года в семье дворян Великого княжества Финляндии лютеранского вероисповедания.

## Служба

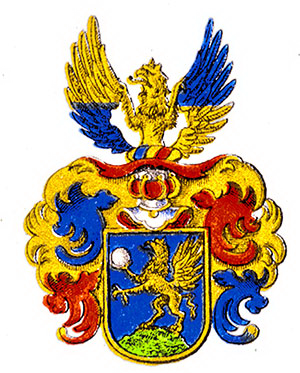
Фамильный герб Грипенбергов

Воспитывался в Морском кадетском корпусе. 10 мая 1855 года поступил на службу в Балтийский флот гардемарином. Находился в практических плаваниях по балтийскому морю в 1855 году на пароходо-фрегате «Храбрый» под командованием капитан-лейтенанта Всеволодского и линейном корабле «Константин» под командованием капитана 1-го ранга Е. А. Беренса, которые выполняли миссию по охране русского побережья от англо-французских кораблей.
В 1856 году на линейном корабле «Лефорт» под командованием капитана 1-го ранга Шишкина закончил своё плавание незадолго до его крушения. С 26 сентября по 18 февраля 1857 года находился в заграничном плавании на винтовом корабле «Выборг» под командой капитана 1-го ранга М. О. Дюганеля в составе эскадры контр-адмирала Е. А. Беренса, а с 18 февраля по 13 мая на винтовом фрегате «Полкан» под командованием капитана 2-го ранга Юшкова. Далее, в этом же году находился почти три месяца в заграничном плавание по портам Средиземного моря и атлантического побережья Европы на фрегате «Кастор» под командованием капитан-лейтенанта И. П. Панафидина.
6 июня 1857 года произведён в чин мичмана. 30 сентября переведён в 28-й флотский экипаж Балтийского флота, и с 1 по 12 октября находился на Кронштадтском рейде на корвете «Рында». 20 мая 1858 года переведён на клипер «Разбойник», на котором находился всю навигацию, до 19 октября в Финском заливе. На следующий год вновь вошёл в команду клипера «Разбойник», на котором с 6 июля 1859 года по 3 августа 1863 года (всего 1426 дней) совершил кругосветное плавание. Во время плавания 1 января 1863 года был произведён в чин лейтенанта и перечислен в связи с расформированием из состава 28-го флотского экипажа в 6-й флотский экипаж.
По возвращении в Кронштадт из кругосветного плавания, с 4 июля 1864 года назначен командиром 8-й роты. Далее, в Балтийском море, до сентября служил на пароходо-фрегате «Владимир» под командованием капитан-лейтенанта Кудрявого, 3 сентября переведён в 11-й флотский экипаж, и с 11 сентября по 20 октября служил на мониторе «Броненосец» под командованием капитан-лейтенанта Я. И. Куприянова.
Приказом от 11 мая 1865 года зачислен в Сибирскую флотилию в 27-й флотский экипаж. На Дальний Восток прибыл 8 октября, а 18 октября назначен командиром 4-й роты. В 1866 году поступил старшим офицером на канонерскую лодку «Морж» под командованием капитан-лейтенанта Суслова, а с 22 июня в качестве командира лодки ходил по портам Татарского пролива, Японского и Китайского морей.
11 августа 1867 года принял под командование шхуну «Восток». 11 мая 1868 года, в связи с возвращением на «Морж», пост командира шхуны передал лейтенанту Л. К. Кологерасу.

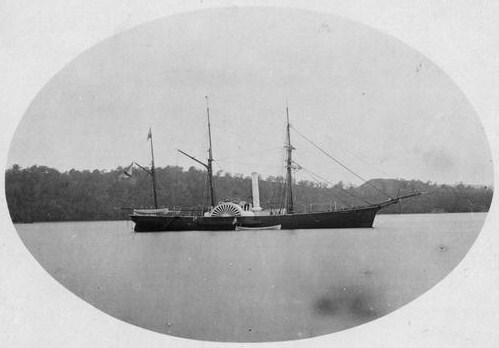
Пароходо-корвет «Америка»

3 марта 1872 года назначен командиром парохода-корвета «Америка». 16 апреля произведён в чин капитан-лейтенанта. 10 мая 1875 года переведён в 3-й флотский экипаж Балтийского флота. 11 декабря 1875 года назначен временно исполняющим обязанность начальника штаба и командира портов Восточного Океана. 10 марта 1876 года получил отпуск и отправился в Петербург.
С 22 июня 1877 года вступил в должность командира Кронштадтского порта и командира фрегата «Севастополь». С 11 февраля по 8 апреля 1887 года по приказу его Императорского Высочества назначен старшим офицером фрегата «Севастополь».

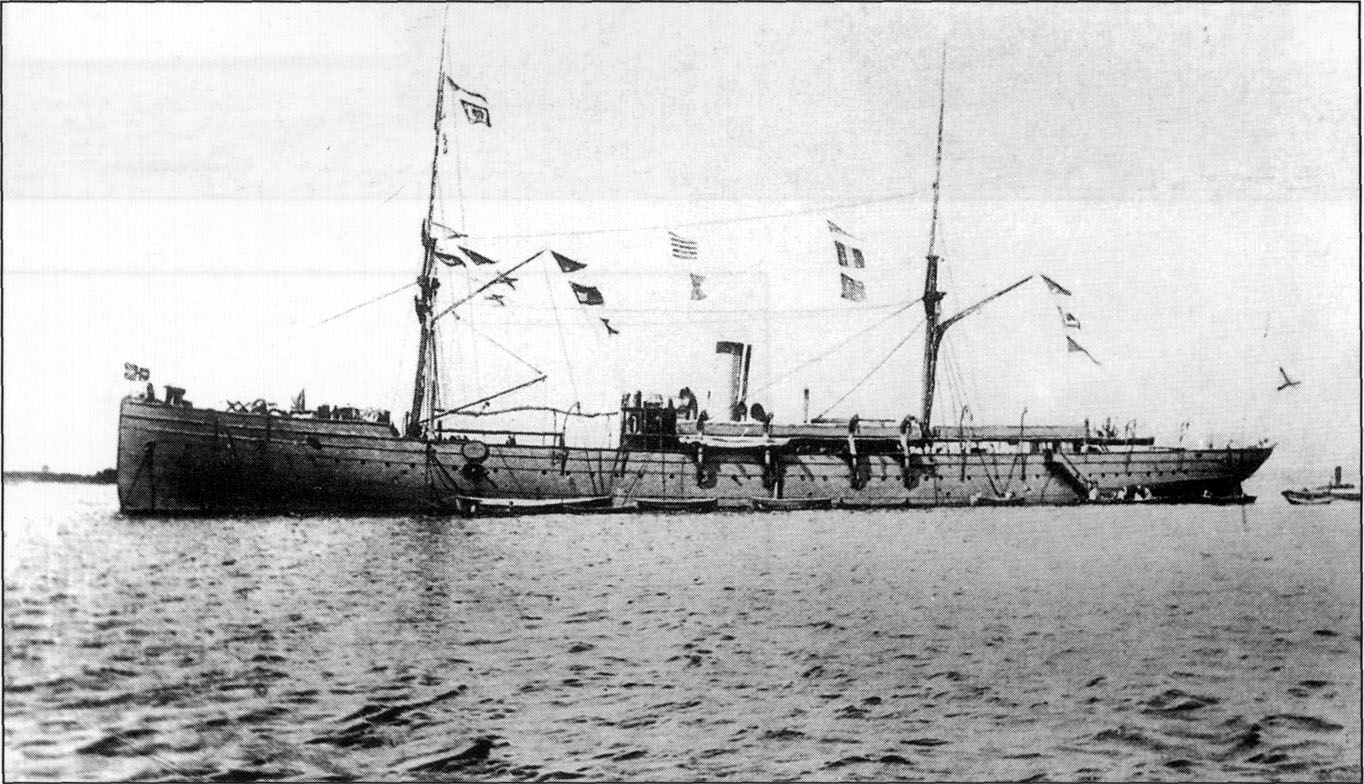
Крейсер «Европа»

После подписания Сан-Стефанского мирного договора в Морском комитете России было принято решение, что необходимо закупить три—четыре парусно-винтовых судна для успешного ведения крейсерской войны на британских торговых путях. Общая организация закупки судов и план крейсерства были возложены на адъютанта генерал-адмирала Великого Князя Константина Николаевича капитан-лейтенанта Л. П. Семечкина. Позже эта миссия получила распространённое название «Третья Американская экспедиция». 29 марта 1878 года, после секретного заседания, управляющий Морским министерством назначил будущих командиров крейсеров — капитан-лейтенантов К. К. Грипенберга, Ф. К. Авелана и Е. И. Алексеева. В этот же день была дана телеграмма в Кронштадт, в которой предписывалось капитан-лейтенанту К. К. Грипенбергу возглавить сформированный отряд из 66 офицеров и 606 нижних чинов добровольцев. И 30 марта перейти из Кронштадта в Ораниенбаум. К. К. Грипенберг подчинялся непосредственно Л. П. Семечкину, который передал ему запечатанный сургучём пакет с резолюцией «вскрыть в присутствии господ командиров в широте… долготе…». 1 апреля русские моряки отправились в Северо-Американские Соединённые Штаты (САСШ) на зафрахтованном немецком пароходе Zimbria («Цимбрия»). По прибытии 16 апреля в South-West-Harbour в штате Мэн, русские моряки оставались в этом маленьком порту до покупки судов. С помощью филадельфийского банкира Вортона Баркера, друга Л. П. Семечкина, первым купленным судном за 400 тысяч долларов стал готовый к спуску на воду на верфи Крампа пароход Stat of California, будущий крейсер «Европа». Его командиром сразу был назначен капитан-лейтенант К. К. Грипенберг, в должность вступил 18 ноября 1878 года. Вторым пароходом, купленным за 275 тысяч долларов, стал Columbus, получивший имя «Азия». Третьим пароходом, купленным за 335 тысяч долларов, стал Saratoga, переименованный в «Африка». Все будущие крейсера прошли переоборудование на верфи Крампа. Четвертым судном стал крейсер «Австралия», который был уже официально заказан к постройке как военный корабль также на верфи Крампа. 8 мая пароход Stat of California сошёл на воду. 19 сентября русские моряки прибыли на верфи Крампа на зафрахтованном корабле «Уахо» под командованием капитан-лейтенанта Л. Н. Ломена. После дооборудования, 9 декабря крейсер вышел в море «без пороха и вооруженных людей». Из-за законов, действовавших в САСШ в то время, только отойдя на три мили от американского побережья, флаг САСШ был спущен, а Андреевский поднят. Далее перешёл на Балтийское море.
На крейсере «Европа» находился в плаваниях по Балтийскому морю и за границей: с 9 декабря 1878 года по 23 июля 1879 года; с 12 июня 1880 года по 20 октября 1881 года; с 12 мая по 19 октября 1883 года; с 12 по 14 мая 1884 года. 1 января 1882 года К. К. Грипенберг произведён в чин капитана 2-го ранга.
Весной 1885 года назначен начальником отряда миноносок в эскадре Балтийского моря контр-адмирала Н. В. Копытова. С 28 мая по 3 июля находился на шхуне «Компас» в плавании по Балтийскому морю.

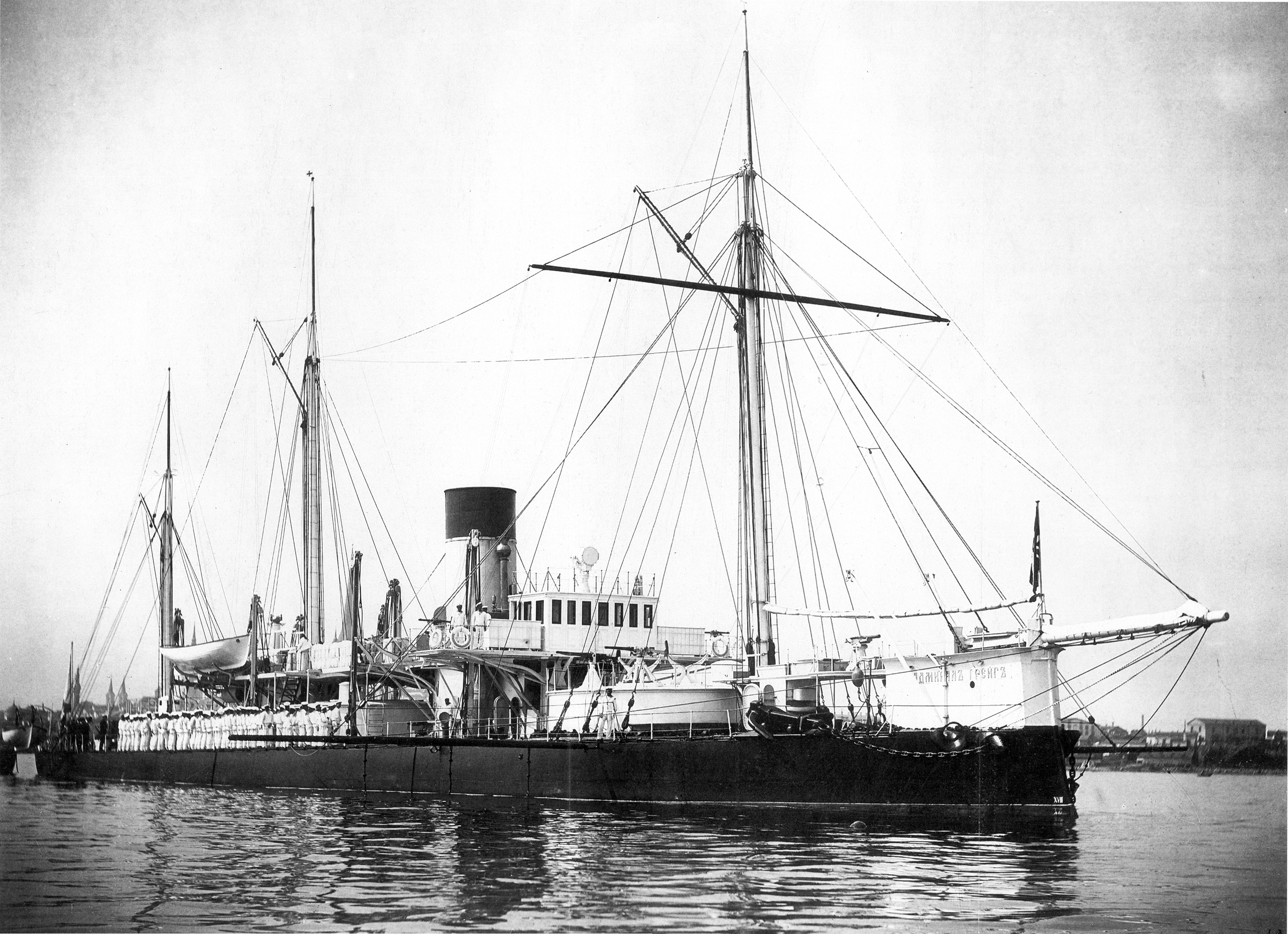
Броненосный фрегат «Адмирал Грейг»

1 января 1886 года произведён в чин капитана 1-го ранга. 1 января 1887 года назначен командиром броненосного фрегата «Адмирал Грейг», на котором с 21 мая по 1 сентября находился в плавании по Финскому заливу и Балтийскому морю в составе отряда судов практической эскадры.
В 1888 году переведён старшим офицером на пароходо-фрегат «Олаф» под командованием капитана 2-го ранга Вилькена. Также в этом году состоял в комиссии по приемке экзаменов в гребном учебно-артиллерийском отряде на Балтике.
6 ноября 1889 года назначен командиром 5-го флотского экипажа, в связи с уходом в плавание на фрегате «Адмирал Грейг», с 6 мая 1891 года сдал командование 5-м ФЭ капитану 1-го ранга Скрягину. 8 мая вышел в море в должности командира фрегата в составе судов практической эскадры, вернулся в Кронштадт 7 сентября. С 27 сентября этого же года назначен командиром 13-го ФЭ.
В отставку вышел в чине контр-адмирала. Скончался К. К. Грипенберг 24 марта 1908 года, похоронен на Казанском кладбище в Царском Селе (ныне Пушкин).

## Награды
- 26 августа 1856 года награждён бронзовой медалью «В память войны 1853—1856 годов» на Андреевской ленте.
- В 1857 году награжден португальской золотой медалью за участие в тушении пожара в Лиссабоне.
- 11 августа 1863 года премирован годовым окладом за оказанную помощь во время пожара в Лиссабоне.
- 1 января 1865 года объявлена благодарность «за отличную службу».
- 1 января 1868 года награждён орденом Святой Анны III степени.
- 9 июля 1869 года награждён орденом Святого Станислава III степени «за кругосветное плавание».
- 8 апреля 1873 года награждён орденом Святого Станислава II степени с императорской короной.
- 18 июля 1879 года награждён орденом Святой Анны II степени «за высочайший смотр парохода „Европа“».
- 27 августа 1879 года король Дании пожаловал орден Даннеброга Командорского Креста II класса за участие в тушении пожара на немецком корабле Utania («Утания») в копенгагенском порту.
- 23 июля 1880 года объявлена благодарность от государя Павла I «за подготовку судна к дальнему плаванию».
- 10 августа 1881 года император Японии Муцухито наградил Орденом Восходящего Солнца III степени.
- 14 января 1885 года награждён Орденом Святого Владимира IV степени с бантом «за совершение 20 морских кампаний».
- 21 апреля 1891 года награждён орденом Святого Владимира III степени.